# Maria Rundell
Maria Eliza Rundell (née en 1745 et morte le 16 décembre 1828) est une autrice anglaise. On en sait peu sur sa vie, mais en 1805, alors qu'elle a plus de 60 ans, elle envoie une collection inédite de recettes et de conseils ménagers à John Murray (en), étant une amie de la famille qui possède la maison d'édition John Murray. Elle ne demande pas à être payée.
Murray publie l'ouvrage, A New System of Domestic Cookery (en), en novembre 1805. Le livre rencontre un énorme succès et plusieurs rééditions suivent. Le livre, destiné aux femmes au foyer de la classe moyenne, se vend à environ un demi-million d'exemplaires au cours de la vie de Rundell.
En plus de traiter de la préparation des aliments, l'ouvrage propose des conseils de médecine, de brasserie et comprend une section intitulée « Instructions aux domestiques ». Le livre contient une recette de sauce tomate - probablement la première de l'histoire écrite - et la première recette écrite des Scotch eggs. Rundell conseille également aux lectrices d'éviter le gaspillage.
En 1819, Rundell demande à Murray de cesser de publier Domestic Cookery, s'irritant de la baisse de qualité du contenu à chaque édition. Elle décide de publier une nouvelle édition avec un nouvel éditeur. Un procès s'ensuit, et les querelles juridiques entre les deux parties se poursuivent jusqu'en 1823, lorsque Rundell cède ses droits sur l'œuvre pour 2 100 livres.
Rundell écrit un deuxième livre, Letters Addressed to Two Absent Daughters, publié en 1814. L'ouvrage contient les conseils qu'une mère donnerait à ses filles sur des sujets tels que la mort, l'amitié, comment se comporter en public et les types de livres qu'une jeune femme bien élevée devrait lire.
Rundell meurt en décembre 1828 lors d'une visite à Lausanne, en Suisse.

## Biographie
Rundell naît Maria Eliza Ketelby en 1745, fille de Margaret et Abel Johnson Ketelby. Elle est le seul enfant du couple. Abel Ketelby, qui vit avec sa famille à Ludlow, dans le Shropshire, est avocat au Middle Temple de Londres,. On sait peu de choses sur la vie de Rundell ; les autrices culinaires Mary Aylett et Olive Ordish font remarquer qu'à une époque où tout était consigné, et où de nombreuses femmes de société pourtant peu prodigues ont une biographie très détaillée, la vie privée de l'autrice la plus populaire de l'époque n'a aucune trace écrite.
Le 30 décembre 1766, Maria épouse Thomas Rundell, qui est soit un chirurgien de Bath, soit un bijoutier de Ludgate Hill, à Londres. La carrière de Thomas fait débat. Les sources estimant qu'il est chirurgien sont l'Oxford Dictionary of National Biography, The Daily Telegraph, The Guardian, l'historienne Sheila Hardy et la chef Clarissa Dickson Wright. Parmi ceux qui le pensent bijoutier, on compte The Feminist Companion to Literature in English, Aylett et Ordish et les écrivains gastronomiques Maxime McKendry and Geraldene Holt.
Le couple a deux fils et trois filles. Aylett et Ordish affirment que le nombre de filles est inconnu, tandis que Severin Carrell, dans The Guardian, mentionne la présence de sept filles.
La famille vit à Bath à un moment donné et peut-être également à Londres à une autre période,. Thomas meurt à Bath le 30 septembre 1795 après une longue maladie. Rundell déménage alors à Swansea, au sud du Pays de Galles, peut-être pour vivre avec une de ses filles mariée,, et envoie deux de ses filles à Londres, où elles vivent avec leur tante et leur oncle.

### Écriture

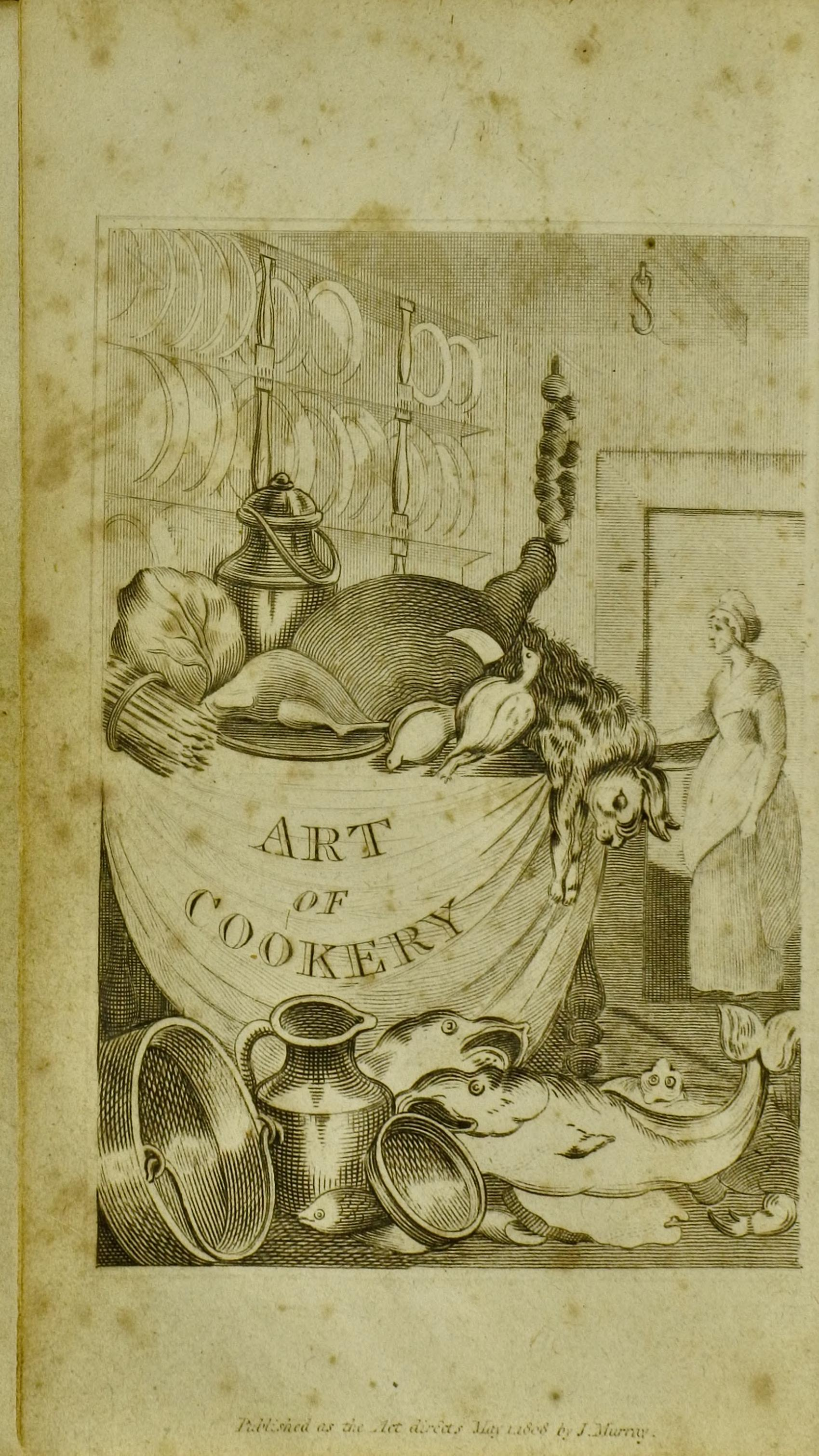
Couverture de l'édition 1810 de A New System of Domestic Cookery

Pendant son mariage et son veuvage, Rundell recueille des recettes et des conseils ménagers pour ses filles. En 1805, alors qu'elle a 61 ans, elle envoie la collection entière, sans modifications, à John Murray. Elle est en effet amie de la famille propriétaire de la maison d'édition John Murray. Cela se déroule soixante ans après la publication de The Art of Cookery made Plain and Easy (en) par Hannah Glasse, et quarante ans après The Experienced English Housekeeper (en) d'Elizabeth Raffald avait écrit. Ces deux livres sont les derniers livres de cuisine qui se soient bien vendus en Grande-Bretagne, et Murray estime qu'il y a donc un besoin d'un livre plus à jour.
Le document que Rundell remet à Murray est presque prêt à être publié; il ajoute une page de titre, un frontispice et un index, et a fait éditer la collection. Il l'enregistre comme étant sa propriété auprès de la Stationers' Company et la première édition de Domestic Cookery est publiée en décembre 1805. La page de titre du livre annonce une publication en 1806,,, ; un procès en 1821 indique une publication en novembre 1805. L'historien de la littérature Eric Quayle observe que l'édition datée de 1806 précise bien une publication le 1er novembre 1805 sur la page suivante,. Une édition originale du livre, conservée à l'université de Leeds, porte une mention écrite à la main et datée du 3 décembre 1805. Quelques sources mentionnent une première édition en 1808,.
Dans un premier temps, le livre est publié sous le pseudonyme A Lady (« Une dame »). Rundell refuse tout paiement pour le livre, ce qui serait mal vu dans son cercle social.
Le livre reçoit un accueil positif et est un succès commercial,. La ou le critique du European Magazine (en) le qualifie de « traité ingénieux » qui serait « universellement et perpétuellement intéressant ». Le critique anonyme du The Monthly Repertory of English Literature, un homme, écrit : « nous pouvons seulement rapporter que certaines de nos amies (de meilleures critiques sur ce sujet que nous-mêmes) parlent favorablement de ce travail ». L'examinateur loue également les « recettes diverses, qui peuvent à juste titre être qualifiées de « physique de la cuisine », avec d'autres, qui sont utiles pour les dames à connaître et pour les bonnes femmes au foyer à pratiquer ». Le Lady's Monthly Museum (en) observe que l'œuvre est « bon marché, perspicace dans ses directions et satisfaisante dans ses résultats ».
Plusieurs éditions de A New System of Domestic Cookery ont été publiées, avec des contenus ajoutés et édités. Il rencontre un tel succès que Murray utilise son copyright comme garantie lorsqu'il achète sa nouvelle maison au 50 Albemarle Street.
En 1808, Murray envoie 150 £ (environ 12 000 livres en 2025) à Rundell, disant que son cadeau était plus rentable qu'il ne l'avait prévu. Elle répond à sa lettre en disant : « Je n'ai jamais eu la moindre pensée de rentabilité pour ce qui était vraiment un cadeau gratuit à celui que je considère depuis longtemps comme mon ami ».

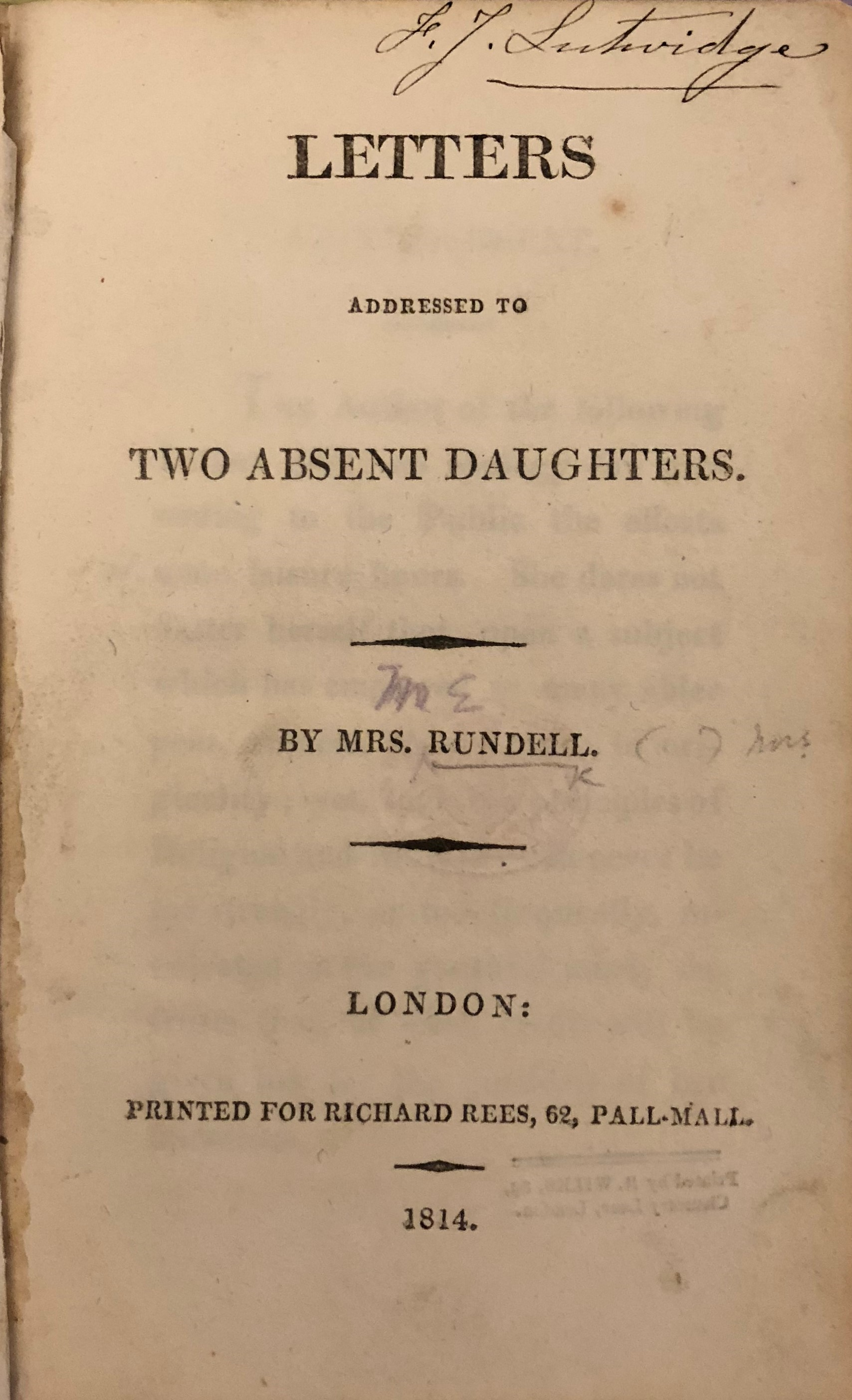
Page de titre de l'ouvrage de 1814 Letters Addressed to Two Absent Daughters

En 1814, Rundell publie son deuxième livre, Letters Addressed to Two Absent Daughters. L'ouvrage contient les conseils qu'une mère donnerait à ses filles. La ou le critique de The Monthly Review écrit que le livre est « uniformément moral, et contient des réflexions sensées et utiles, en particulier celles sur la mort et sur l'amitié ». La ou le critique de The British Critic écrit que le travail « contient beaucoup d'instructions admirables; les sentiments sont toujours bons, souvent admirables ».

 En 1814, Rundell écrit à Murray pour se plaindre qu'il néglige Domestic Cookery, ce qui nuit aux ventes du livre. Elle se plaint en particulier d'un éditeur : « Il a fait des bévues terribles, comme ordonner que des graines de riz au lait soient conservées dans un baril d'eau de chaux, qui sert à conserver les œufs ». Elle se plaint de formulations qui lui déplaisent dans la nouvelle édition.  Murray écrit à sa femme : 
 J'ai eu une lettre de Mme Rundell m'accusant de négliger son livre, d'arrêter les ventes, etc. Sa vanité n'a plus de limites ; mais elle désire à nouveau que les critiques lui soient envoyées, elle les aura avec quelques remontrances de ma part.  
 En 1819, le premier copyright de l'ouvrage expire. En novembre de la même année, Rundell écrit à Murray pour lui demander d'arrêter de vendre le livre et lui annoncer qu'elle publiera une nouvelle édition du livre via Longman. Elle obtient une injonction interdisant à Murray de continuer à vendre le livre. Murray poursuit alors Rundell pour l'empêcher de publier le livre chez le prochain éditeur. Le lord grand chancelier, John Scott, déclare qu'aucune des parties ne peut avoir les droits et renvoie l'affaire devant un tribunal  . En 1823, Rundell accepte une offre de 2 100 livres (environ  192 000
livres en 2025) pour ses droits d'autrice.

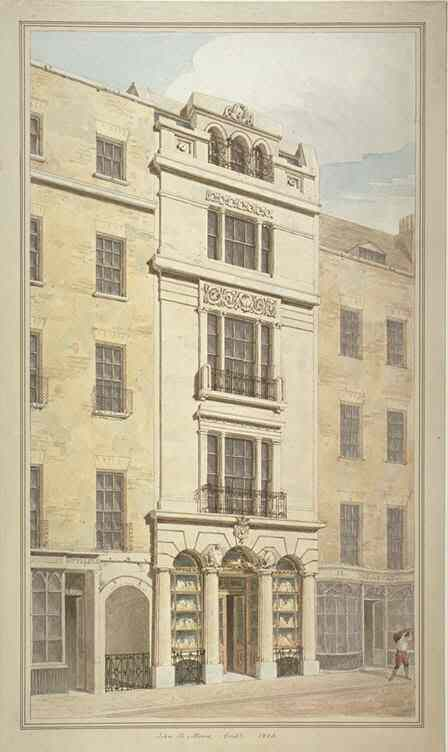
32 Ludgate Hill, les locaux de

Rundell a passé une grande partie de son veuvage à voyager, vivant parfois avec sa famille et ses amis proches, ainsi qu'à l'étranger. Son fils, Edmund Waller Rundell, devient joaillier chez Rundell and Bridge ; l'entreprise était dirigée par Philip Rundell (en), un parent du défunt mari de Maria Rundell. Edmund devient plus tard associé au sein de l'entreprise. En 1827, Philip meurt ; il lègue 20 000 £ à Maria et 10 000 £ à Edmund et à sa femme,. En 1828, Rundell se rend en Suisse. Elle meurt à Lausanne le 16 décembre.

### Domestic Cookery
La première édition de A New System of Domestic Cookery contient 290 pages, avec un index complet à la fin,. Il a été écrit avec un style simple, qualifié par l'écrivain culinaire Maxime de la Falaise comme « un style intime et charmant », et par Geraldene Holt de « remarquablement pratique et agréablement humble ». L'œuvre est destinée à la classe moyenne respectable, selon Petits Propos Culinaires. Colquhoun considère que le livre est « destiné à la bande grandissante de femmes au foyer anxieuses qui n'avaient pas appris à gérer une maison ».

 Le livre fournit des conseils sur la façon de créer une brasserie à domicile, des recettes pour les malades et a une section sur les "Directions aux serviteurs". Quayle décrit l'ouvrage comme « le premier manuel de gestion des ménages et de l'économie domestique qui pourrait prétendre à l'exhaustivité ».  Rundell conseille aux lecteurs d'éviter le gaspillage, en particulier pour la nourriture. Son introduction indique : 
 La maîtresse d'une famille doit toujours se rappeler que le bien-être et la bonne gestion de la maison dépendent de l'œil du supérieur ; et par conséquent que rien n'est trop insignifiant à son avis, ce qui permet d'éviter le gaspillage ; et cette attention est d'autant plus importante maintenant que le prix de chaque nécessité de la vie augmente énormément.  
 Le livre contient des recettes pour le poisson, la viande, les tartes, les soupes, les cornichons, les légumes, la pâtisserie, les puddings, les fruits, les gâteaux, les œufs, le fromage et les produits laitiers. Rundell inclut des instructions détaillées sur les techniques pour garantir les meilleurs résultats. Certaines des recettes sont tirées de l'œuvre de Mary Kettilby A Collection of above Three Hundred Receipts in Cookery, Physick and Surgery (en), publié pour la première fois en 1714.  

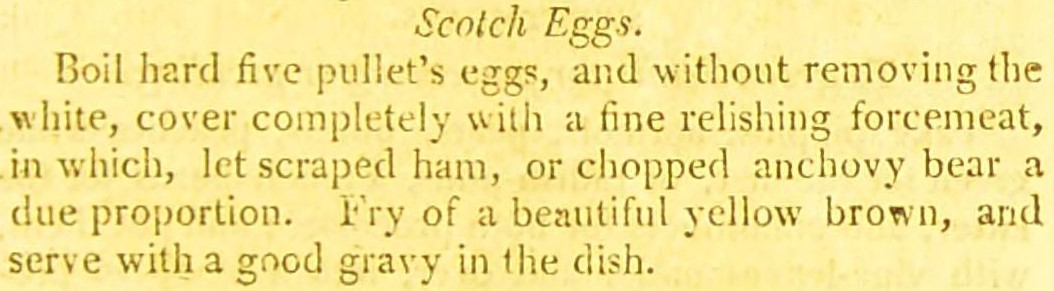
La recette de Rundell pour les œufs à l'écossaise, de l'édition 1809

L'écrivain culinaire Alan Davidson (en) soutient que le livre contient peu de contenu innovant, bien qu'il inclue une recette précoce de sauce tomate. La recette de Rundell exige l'utilisation de tomates mûres, à faire cuire dans un pot en terre. Quand les tomates sont molles, elles doivent être pelées et la pulpe doit être mélangée à du vinaigre de capsicum, de l'ail, du gingembre et du sel. Le mélange final doit être mis en bouteille et stocké au sec. Colquhoun dit qu'il s'agit de la première recette écrite à base de tomate. La quatrième édition (imprimée en 1809) fournit la première recette imprimée des Scotch eggs .
Les éditions suivantes sont plus longues, avec quelques petites erreurs corrigées. Les ajouts incluent des remèdes et des conseils médicaux ; la journaliste Elizabeth Grice note que ceux-ci, « s'ils sont efficaces, pourraient épargner aux femmes l'embarras de se soumettre à un médecin de sexe masculin ». L'édition de 1840 est développée par l'autrice Emma Roberts (en) et inclut de nombreuses recettes de cuisine anglo-indienne (en) . Cette édition, la 64e, comprend sept recettes de poudre de curry, trois de soupe Mulligatawny (en) et dix-sept recette de currys, y compris le curry King of Oudh, le curry Lord Clive, le curry Madras (en), le curry Dopiaza, le curry malais, un curry nature et un curry de légumes. Pour cette édition de Domestic Cookery, sous la déclaration de Rundell selon laquelle elle ne recevrait aucun émolument du livre, Murray ajoute une note: « L'autrice, Mme Rundell, sœur de l'éminent joaillier de Ludgate Hill, a ensuite été amenée à accepter la somme de deux mille guinées de l'éditeur. »

### Addressed to Two Absent Daughters
Addressed to Two Absent Daughters prend la forme de trente-huit lettres d'une mère à deux filles absentes, Marianne et Ellen. Les conseils incluent comment se comporter en société, les types de livres qu'une jeune femme bien élevée devrait lire et comment écrire des lettres,. Comme il est normal à l'époque pour les filles et les jeunes femmes de ne pas avoir d'éducation formelle, il est courant pour les mères de fournir de tels conseils. Le livre ne contient aucune réponse des deux filles fictives, bien que le texte fasse référence à la réception de "vos lettres conjointes" à plusieurs passages.

## Postérité
A New System of Domestic Cookery est le livre de cuisine le plus connu du début du XIXe siècle, dépassant toutes les autres œuvres. Il est réédité 66 fois entre 1806 et 1846, et il se vend à plus d'un demi-million d'exemplaires pendant la vie de Rundell. Les dernières rééditions ont été publiées dans les années 1880 . Aux États-Unis, il y a quinze éditions entre 1807 et 1844 et trente-sept au total.
Le travail de Rundell a été plagié par au moins cinq autres personnes. En 1857, Isabella Beeton copie de nombreuses recettes pour The Englishwoman's Domestic Magazine. En 1861, son livre Mrs Beeton's Book of Household Management inclut également plusieurs des recettes de Rundell. Les Beeton copient également The Experienced English Housekeeper d'Elizabeth Raffald, Le Pâtissier royal parisien de Marie-Antoine Carême, The French Cook de Louis Eustache Ude, The Modern Housewife or, Ménagère et The Pantropheon d'Alexis Soyer, l'ouvrage Hannah Glasse The Art of Cookery Made Plain and Easy, le livre d'Eliza Acton Modern Cookery for Private Families et les travaux de Charles Elmé Francatelli,,. Le livre de Rundell est également plagié en Amérique du Nord, entre autres dans le travail de Mary Randolph en 1824, The Virginia House-Wife et A Quaker Woman's Cookbook de Elizabeth Ellicott Lea.
Rundell est citée une vingtaine de fois dans le Oxford English Dictionary.
Grice, écrivant dans The Daily Telegraph, et Severin Carrell, écrivant dans The Guardian, considèrent tous les deux Rundell comme une "déesse domestique" , bien que Grice écrit qu'elle "n'avait pas le frisson sexuel de Nigella Lawson, ou les manières de cuisine simples de Delia Smith". Pour Grice, « par rapport à l'illustre Eliza Acton - qui pourrait mieux écrire - et l'omniprésente Mme Beeton - décédée jeune - Mme Rundell a injustement été perdue de vue ».
Rundell est louée par plusieurs cuisiniers et écrivains modernes. L'écrivaine culinaire Elizabeth David fait référence à Rundell dans ses articles, recueillis dans Is There a Nutmeg in the House et qui comprennent sa recette de crème brûlée. Dans son livre de 1970 Épices, sel et aromatiques dans la cuisine anglaise, David inclut la recette de Rundell pour la sauce tomate ; elle écrit que cela « semble être l'une des premières recettes anglaises publiées pour la sauce tomate ». Dans English Bread and Yeast Cookery (en), elle inclut les recettes de Rundell pour les muffins, les crumpets, le pain de pommes de terre, les Sally Lunn et le pain noir.
L'écrivain culinaire et chef Michael Smith a utilisé certaines des recettes de Rundell dans son livre de 1973 Fine English Cookery, qui retravaille des recettes historiques pour les temps modernes. L'écrivaine culinaire Jane Grigson admire le travail de Rundell, et dans son livre de 1978 Jane Grigson's Vegetable Book, elle fait référence aux écrits de Rundell et inclut sa recette de chou rouge cuit à l'anglaise.